# Bosserode
Bosserode ist einer von insgesamt fünf Ortsteilen der Gemeinde Wildeck im osthessischen Landkreis Hersfeld-Rotenburg.

## Geografie
Bosserode liegt im Osten des Landkreises Hersfeld-Rotenburg unmittelbar an der Landesgrenze zu Thüringen. Nördlich des Ortes verläuft die Bundesautobahn 4, an die Bosserode über die nahe gelegene Anschlussstelle Wildeck-Obersuhl angebunden ist; den Süden der Ortslage durchquert die Bahnstrecke Halle–Bebra, die einen Haltepunkt im Ort hat. Südöstlich des Ortes, zwischen den Ortslagen Bosserode, Obersuhl und Dankmarshausen (Wartburgkreis, Thüringen) erstreckt sich das Naturschutzgebiet Rhäden bei Obersuhl und Bosserode.

## Geschichte

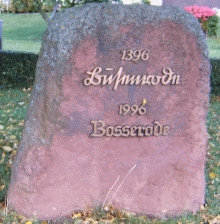
Gedenkstein Bosserode

Bosserode ist wahrscheinlich im 11. oder 12. Jahrhundert gegründet worden. Erstmals urkundlich wird der Ort 1396 als „Busenrode“ in einer Belehnung des Klosters Fulda für den Edler Herrn Heymbrecht von Boymelnburg erwähnt, der seinen Sitz wahrscheinlich im heutigen Ringgau auf der Burg Brandenfels hatte. Später gehörte Bosserode zum Amt Gerstungen, das 1402 durch Verpfändung an die Landgrafen von Thüringen kam.
1433 findet sich noch Boyneburger mit Bosserode belehnt. Der ursprüngliche Ortskern lag im Bereich der Kirche, dessen Bezeichnung noch heute den Namen „Großer Hof“ trägt. Im Jahre 1699 wurde die Kirche gebaut, die als besondere Sehenswürdigkeit eine geschnitzte Pieta und einen Flügelaltar aus dem 15. Jahrhundert besitzt.
Im Jahre 1733 wurde aus dem thüringischen Bosserode per Vertrag ein hessischer Ort. Er wurde gemeinsam mit Raßdorf und Süß dem Baumbachschen Gericht Nentershausen im Amt Sontra angegliedert, nachdem der Landgraf Friedrich von Hessen seine Ansprüche auf das gemeinsam mit Sachsen-Eisenach verwaltete Amt Hausbreitenbach fallen ließ und dafür u. a. diese drei Orte aus dem angrenzenden Amt Gerstungen erhielt. Die evangelisch-lutherische Gemeinde im Ort blieb aber weiterhin bei Thüringen, weshalb sie nicht wie die hessischen Kirchgemeinden im 17. Jahrhundert reformiert wurde.
Die ehemals schlechte wirtschaftliche Lage des früher sehr armen Ortes änderte sich erst seit dem Ende des 19. Jahrhunderts durch Beschäftigungsmöglichkeiten bei der Eisenbahn und im Kalibergbau. Neben der Landwirtschaft und der Köhlerei waren Ende des 15. Jahrhunderts viele Bewohner von Bosserode auch im nahen Richelsdorfer Kupferbergbau tätig.
Die evangelisch-lutherischen Kirchgemeinden Bosserode und Kleinensee gehörten auch bis nach Kriegsende der thüringischen Landeskirche an, weshalb viele alte kirchliche Urkunden in thüringischen Archiven lagern. Erst 1970 schlossen der Eisenacher Bischof Moritz Mitzenheim und der Kasseler Bischof Vellmer, ohne Befragung der Synoden, einen Tauschvertrag, indem das ehemals hessische Schmalkalden zur Thüringer Landeskirche und die beiden Orte zur Evangelischen Kirche von Kurhessen-Waldeck kamen.
Im Zuge der Gebietsreform in Hessen entstand am 31. Dezember 1971 die neue Gemeinde Wildeck durch den Zusammenschluss der bisher selbständigen Gemeinden Bosserode, Hönebach, Obersuhl, Raßdorf und Richelsdorf. Für alle ehemals eigenständigen Gemeinden wurde je ein Ortsbezirk mit Ortsbeirat und Ortsvorsteher nach der Hessischen Gemeindeordnung gebildet. Sie bestehen aus den Gebieten der ehemaligen Gemeinden.

## Politik
Der Ortsbeirat besteht aus sieben Mitgliedern. Nach den Kommunalwahlen in Hessen 2021 gehören ihm fünf Mitgliedern der SPD, ein Mitglied der CDU und ein Mitglied der FDP an. Ortsvorsteher ist Armin Körzell (SPD).

## Bauwerke
Für die unter Denkmalschutz stehenden Kulturdenkmale des Ortes siehe die Liste der Kulturdenkmäler in Bosserode.
- Evangelische Kirche mit Flügelaltar und Pietà
- Nachfolgebauten des Ritterguts der Vultejus

## Verkehr

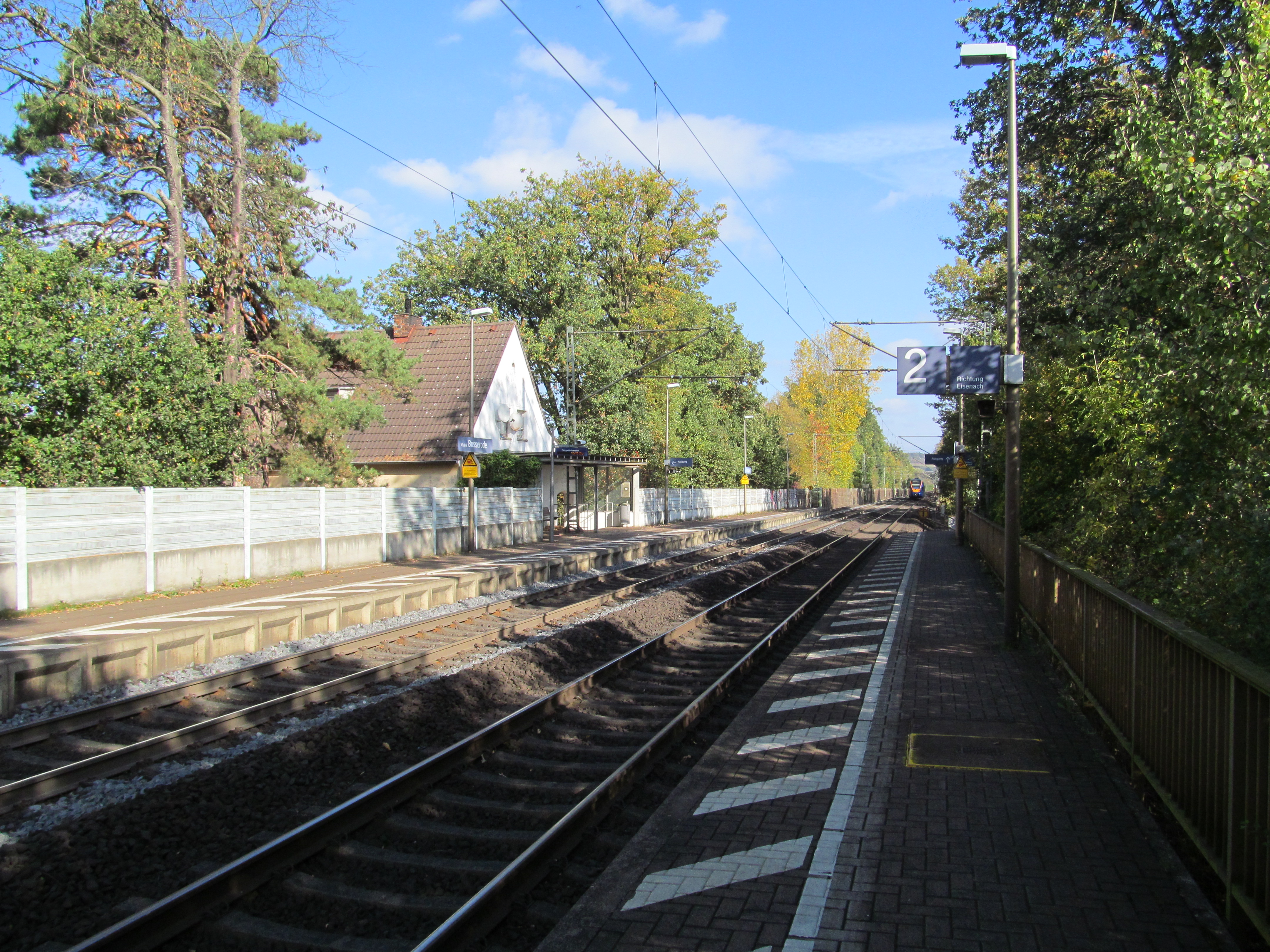
Haltepunkt Wildeck-Bosserode an der Bahnstrecke Halle–Bebra

Der Bahnhaltepunkt Wildeck-Bosserode wird von der NVV-Linie RB6 der cantus Verkehrsgesellschaft bedient.
| Linie | Verlauf | Takt                                     |
| ----- | --- | ---------------------------------------- |
| RB6   | Eisenach Hbf – Eisenach West – Eisenach Opelwerk – Hörschel – Herleshausen – Gerstungen – Wildeck-Obersuhl – Wildeck-Bosserode – Wildeck-Hönebach – Ronshausen – Bebra Stand: Fahrplanwechsel Dezember 2024 | 60 min (wochentags) 120 min (Wochenende) |

## Freizeit- und Sportanlagen
- Jährlich am 2. Wochenende im Oktober findet eine Kirmes statt.
- Es gibt im Ortsteil zwei Kinderspielplätze.
- In den Wintermonaten wird die künstlich angelegte Schlittschuh-Bahn in Betrieb genommen, welche über Sitzgelegenheiten und eine Flutlichtanlage verfügt.
- Die ausgeschilderten Wanderwege laden zum Spazierengehen ein.